# Gustav III:s kröning i Storkyrkan

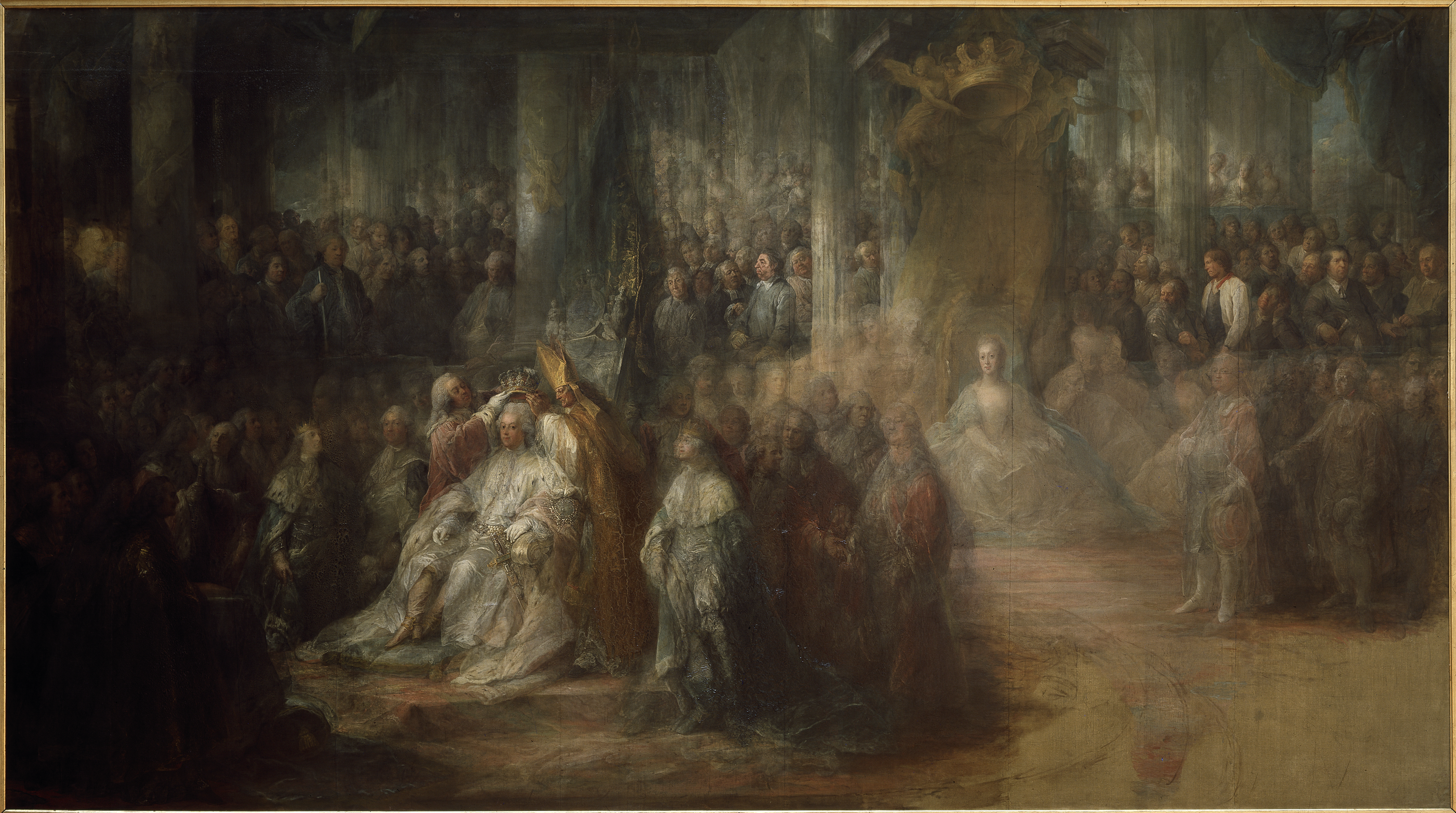
Gustav III:s kröning i Storkyrkan 29 maj 1772 av porträttmålaren Carl Gustaf Pilo på Nationalmuseum i Stockholm. NM 1004. Målningen var tänkt som en pendang till Ehrenstrahls oljemålning av Karl XI:s kröning i Uppsala domkyrka 1675. Till vänster syns kungen Gustav III i juvelprydd vitskimrande sidendräkt, som kröns av ärkebiskop Magnus Beronius och riksdrotset greve Adam Horn, som håller kronan över Gustavs huvud. Bredvid kungen ses även hans bröder, Hertig Karl och Hertig Fredrik Adolf, i sina Furstliga dräkter med sina blåa furstliga mantlar samt de nya hertigkronorna på sina huvuden. Till höger ser man drottningen Sofia Magdalena under kröningsstolens gyllene skulpturer.
Carl Gustaf Pilo arbetade med målningen åren 1782–1793.

Gustaf III:s kröning i Storkyrkan är en ofullbordad oljemålning av Carl Gustaf Pilo (1711–1793), föreställande Gustav III:s kröning i Storkyrkan i Stockholm 29 maj 1772. Den jättelika målningen, den är närmare tre meter hög och över fem meter bred, hänger på Nationalmuseum i Stockholm.
Kung Gustav III beställde målningen 1777 och Pilo arbetade på den i nio år från 1782 fram till sin död 1793. Konstnären arbetade med detta enorma verk, som mer noggrant mäter 2,93 x 5,31 m. Carl Gustaf Pilo var cirka 70 år när målningen påbörjades 1782. Tavlan gör ett levande intryck, kanske bidrar det skissartade och impressionistiska utförandet till det.

## Några av de personer man ser på den ofullbordade målningen
I förgrunden sitter Gustav III på drottning Kristinas silvertron omgiven av riksråden. Det äldsta riksrådet är Adam Horn af Ekebyholm (1717–1778) står till vänster om kungen, och ärkebiskopen Magnus Olai Beronius (1692–1775) till höger om kungen sätter varsamt kronan på hans huvud. Adam Horn ingick 1766 i den ambassad till Köpenhamn som förmälde Sofia Magdalena av Danmark per procuram med kronprins Gustav. Magnus Beronius var biskop i Kalmar stift och utnämndes till ärkebiskop 1764.
Kungens bröder, hertig Karl står till höger om kungen och hertig Fredrik Adolf står till vänster om kungen. De står vid tronens trappsteg. Båda har sina nya furstliga kronor på sina huvuden och bådas kronor, som hade blåa hättor, utfördes inför Gustav III:s kröning av Johan Adam Marcklin, Stockholm. Kungens bröder bär även sina furstliga dräkter med sina blåa furstliga mantlar.

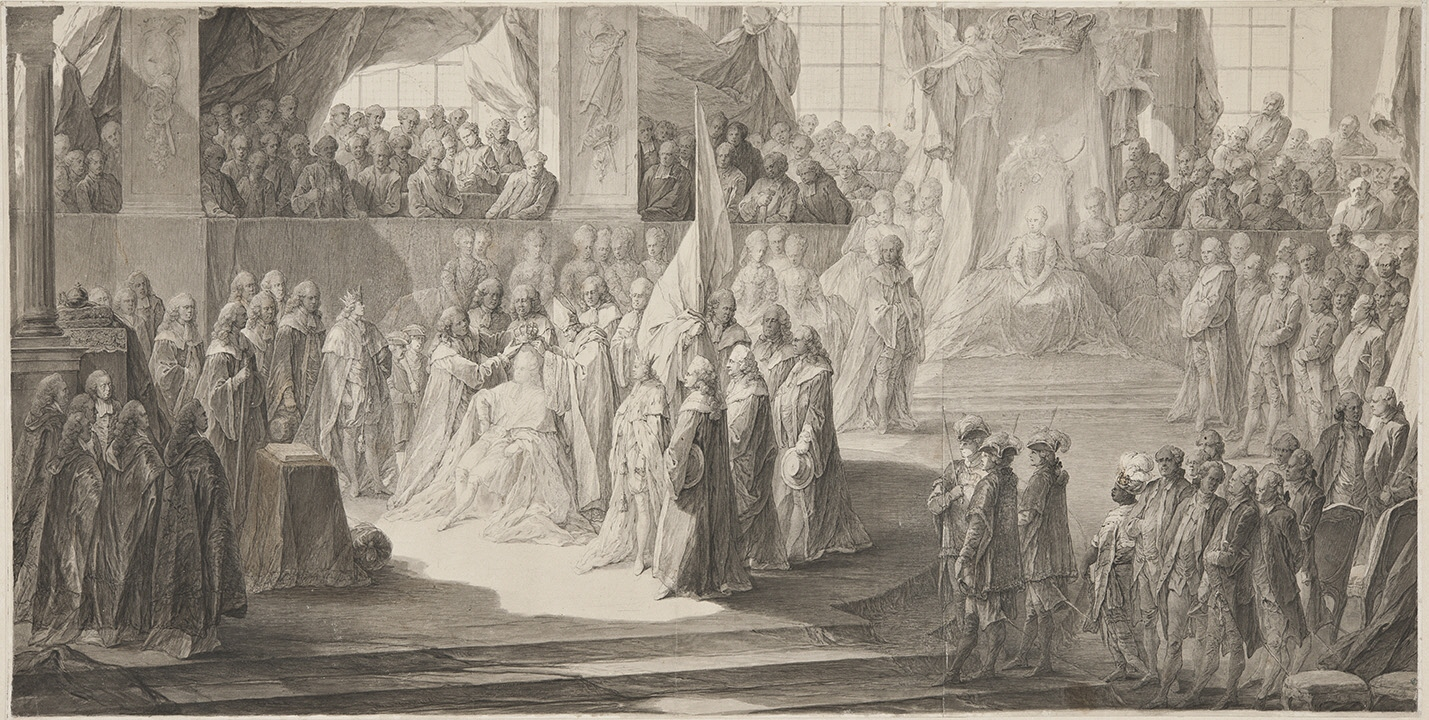
Carl Gustav Pilos förstudie till kröningstavlan. Visar tydligt scenen där Gustav III kröns. Runt tronen kan man se riksråden i sina mantlar, prinsarna Adolf Fredrik och Hertig Karl i sina kronor. Härolderna nedanför trappstegen med sina Häroldsstavar samt drottning Sofia Magdalena till höger. I förgrunden nere till höger kan man också se den mörkhyade hovtjänaren Gustav Badin.

Drottning Sofia Magdalena sitter litet längre bort till höger i en så kallad kungsstol (1684), som är formgiven och tillverkad av ornamentsbildhuggaren och möbelsnickaren Burchardt Precht (1651–1758). Även predikstolarna i Stockholms storkyrka (1701) och i Uppsala domkyrka (1709) är utförda av Burchard Precht. Till grund för predikstolen i Storkyrkan ligger ritningar av Nicodemus Tessin den yngre. Burchard Precht var född i Bremen och blev, ofta i samarbete med Tessin den yngre, vår mest lysande barockskulptör, enligt professor Henrik Cornell om stormaktstidens kyrkobyggnadskonst.
Till höger om drottning Sofia Magdalena står överstemarskalken, riksrådet greve Fredrik Carl Sinclair (1723–1776), som var den högste hovfunktionären. Sinclair var kavaljer åt prins Gustav från 1747 och han hade anställts av Gustavs mor, drottning Lovisa Ulrika. Han hade blivit riksråd 1760 och greve 1771.

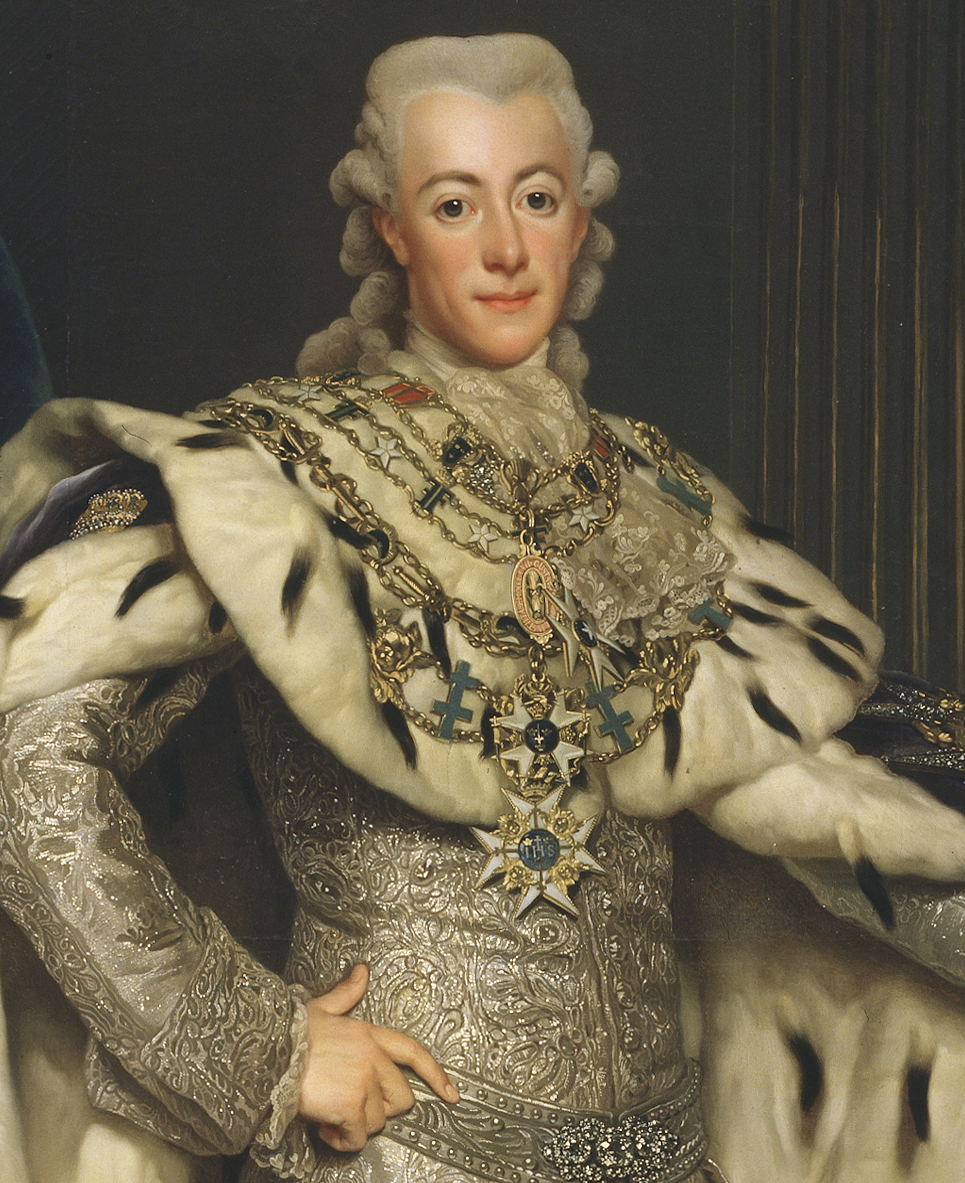
Kung Gustav III i kröningsdräkt, oljemålning av Alexander Roslin, 1777. Målningen är beskuren. Nationalmuseum.
Sofia Magdalena, drottning av Sverige, gift med Gustav III, oljemålning av Carl Gustaf Pilo, omkring 1765. Nationalmuseum.
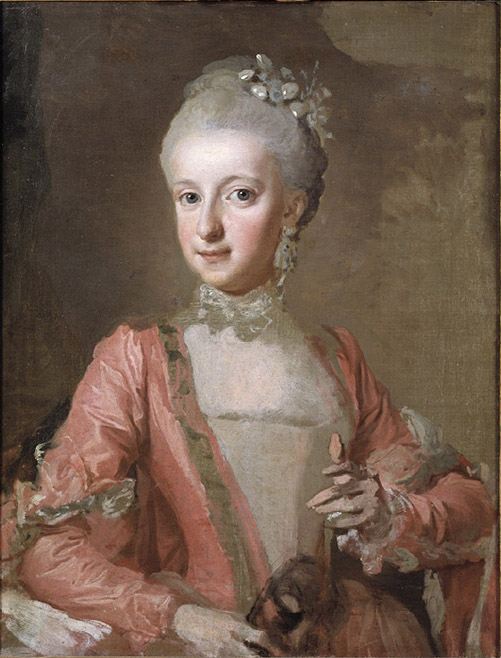
Sofia Albertina, syster till Gustav III, oljemålning av Lorens Pasch den yngre.
Hertig Karl i den furstliga dräkt han bar vid kröningen.
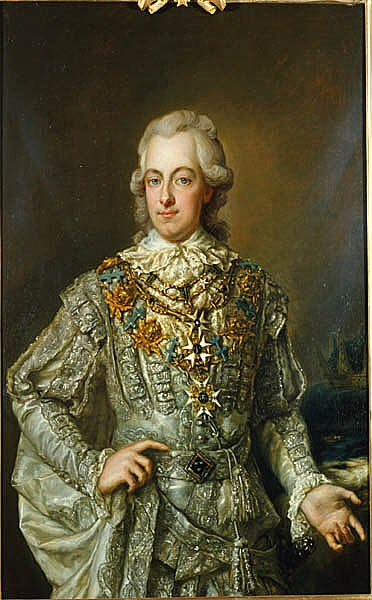
Hertig Fredrik Adolf i den furstliga dräkt han bar vid kröningen.

Runt dessa centralgestalter grupperar sig hela det dåtida officiella Sverige. Bakom kungen till vänster om pelaren står lantmarskalken Axel Gabriel Leijonhufvud (1717–1789) stödd på sin stav omgiven av adeln. Leijonhufvud var kavaljer hos kronprins Gustaf 1756–1762, han befordrades 1757 till major och till överstelöjtnant 1763 före sitt avsked 1766. 1757 blev han riddare av Svärdsorden. Därefter var han överkammarherre hos kungens syster prinsessan Sofia Albertina under åren 1767–1770.
De tre personer som står mellan pelarna i mitten bakom kungen är de ofrälse ståndens talmän. Till vänster syns borgmästaren Carl Fredrik Sebaldt (1713–1792), han blev senare justitieborgmästare i Stockholm 1777. I mitten syns biskop Anders Forssenius (1708–1788). Han var biskop i Skara stift åren 1767–1788 och han var med på kröningen i egenskap av prästeståndets talman. Till höger mellan pelarna syns bonden Josef Hansson (1707–1784). Josef Hansson var medlem av bondeståndet vid nästan alla riksdagar fram till frihetstidens slut.  På böndernas läktare längst till höger har Carl Gustaf Pilo målat sig själv när han bjuder konstnären Elias Martin (1739–1818) på en pris snus. I bakgrunden är hovdamer och riksrådsfruar placerade på en hög balkong.

## Carl Gustaf Pilos bakgrund som konstnär
Carl Gustaf Pilo var född i Nyköping. Efter sina studier var han under åren 1740–1772 bosatt i Danmark. Åt 1741 flyttade han till Danmark och blev dansk hovmålare. I Danmark hade Pilo utnämnts till hovmålare, professor och direktör för Det Kongelige Danske Kunstakademi i Köpenhamn. Akademien var en gåva till Fredrik V av Danmark år 1754, när han fyllde 31 år. I Köpenhamn hade Pilo på 1740-, 1750- och 1760-talen utfört ett flertal porträtt, bland annat av Fredrik V från omkring 1755, drottningarna Lovisa, och Juliana Maria samt de kungliga barnen, såsom exempelvis Kristian VII av Danmark på 1750-talet. Den danska drottningen, Louise av Storbritannien, (drottning Lovisa av Danmark, gift med Fredrik V av Danmark i hans första gifte, var Gustav III:s svärmor och mor till hans blivande maka, Sofia Magdalena, som Carl Gustaf Pilo hade målat flera porträtt av redan 1765, innan hon kom till Sverige. Juliana Maria var en tysk prinsessa av Braunschweig-Wolfenbüttel och drottning av Danmark i kung Fredrik V:s andra gifte. Likaså hade Pilo målat porträtt av den dansk-norska författaren Ludvig Holberg samt några figurkompositioner. När Pilo återvände till Sverige 1772 bosatte han sig i sin barndomsstad Nyköping.

## Beställningen
Kung Gustav III sökte upp porträttmålaren Carl Gustaf Pilo med uppdraget att måla kungens kröning. Pilo fick en beställning år 1777 av kungen att måla en stor kröningstavla över sig och sin drottning Sofia Magdalenas kröning i Storkyrkan 1772. Pilo försökte avsäga sig beställningen för han hade ju inte varit med vid kröningen och hade aldrig tidigare målat en gruppbild. Men kungen var envis och han ville ha en motsvarande målning till David Klöcker Ehrenstrahls målning, som hängde på Drottningholms slott och föreställde Karl XI:s kröning i Uppsala domkyrka 1675, och Gustav III ville att Pilo skulle måla den.

## Uppdraget att måla Gustav III:s och Sofia Magdalenas kröning
Pilo antog till slut uppdraget att måla kröningstavlan och arbetet påbörjades först 1782. De sista åren var Pilo direktör för Konstakademien i Stockholm. Pilo arbetade med tavlan till sin död 1793 och målningen förblev ofullbordad. Han avled i mars 1793. Att tavlan inte blev helt färdig ser man om man studerar den noga, där man på flera ställen på målningen upptäcker flera dubbla ansikten. Därtill experimenterade Pilo med asfaltsfärg, ett bindemedel med stenkolstjära (bitumen), vilket gör att tavlan uppvisar många större sprickbildningar.
Till vänster på tavlan ser man hur kungen i juvelprydd vitskimrande sidendräkt krönes av Svenska kyrkans ärkebiskop Magnus Beronius och riksdrotset greve Adam Horn af Ekebyholm, som håller kronan över Gustavs huvud. Adam Horn ingick 1766 i den ambassad till Köpenhamn som förmälde Sofia Magdalena av Danmark per procuram med dåvarande kronprins Gustav. Till höger ser man drottningen Sofia Magdalena under kröningsstolens gyllene skulpturer. Adel, präster, borgare och bönder skymtar i bakgrunden, och konstnären har avbildat sig själv i förgrunden, när han räcker sin snusdosa åt en av sina konstnärsvänner. "Som en stor blomma glänser den sköna drottningen, sittande på den gyllene kungsstolen i Storkyrkan, fram i ljusdunklet", enligt konsthistorikern Carl G. Laurin i Konsten i Sverige, tryckt 1915. Vidare säger Carl Gustaf Laurin att "Den väldiga tavlan blev aldrig fullt färdig. Ofullbordad förvaras den nu på Nationalmuseum men är en av de skönaste tavlor, som tillkommit i vårt land."

## Målningen till Nationalmuseum 1865
Det är främst två personer som har haft betydelse för omfattningen av Nationalmuseums samlingar idag. Den ene är Carl Gustaf Tessin (1695–1770) som under sin tid som ambassadör i Paris på 1740-talet köpte samtida fransk konst av högsta kvalitet. Den andre är Gustav III. Efter Gustaf III:s död år 1792 instiftades Kongl. Museum till kungens minne, varvid hans samlingar överfördes i allmän ägo. Målningen fördes troligen runt 1795 till Drottningholms slott då Jonas Carl Linnerhielm skriver;
| ” | Konung Gustaf III:s kröning av Pilo, är nu hitkommen och i en Sal uppsatt. Ehuru den aldrig blef färdig, röjer den dock tydligt Pilos förtjänst: och de ansikten, som hunnit någorlunda fullbordas, äro verkliga Portraiter. Den är målad med mycken doceaur (mjukhet) och len pensel. | „ |

Målningen överfördes från Drottningholms slott till konstsamlingarna på Nationalmuseum år 1865. Tavlan Gustav III:s kröning hänger sedan 1865 på Nationalmuseum, den är målad i olja på duk och mäter, för att vara exakt, 293 x 531 cm. Själva museibyggnaden Nationalmuseum på Blasieholmen invigdes 15 juni 1866 samtidigt som Stockholmsutställningen 1866, men museets historia går alltså tillbaka till 28 juni 1792, då Konglig Museum instiftades. Nationalmuseet är därmed ett av Europas äldsta museer. Vid tiden när oljemålningen överfördes till Nationalmuseum var Fritz von Dardel överintendent på museet och därmed dess högste chef. Året innan hade Gunnar Wennerberg inlett sitt uppdrag att gå igenom alla statens tillhöriga konstverk i Stockholm och på de kungliga lustslotten ute i landet och därefter göra det urval som skulle exponeras i det nya museet. Han gick hårt fram och av Kongl. Museums 1.416 tavlor utgallrade han närmare en tredjedel eller 460 nummer. I stället överförde han till museet 67 tavlor från Drottningholms slott, i första hand franska målningar ur Lovisa Ulrikas, gift med Adolf Fredrik, och Gustav III:s samlingar. Från Gripsholm hämtades 40 målningar, från Livrustkammaren 2 målningar.
Kröningstavlan är Pilos kanske yppersta arbete och ett mästerverk i svensk konst. Kompositionen är väl avvägd, koloriten glänsande harmonisk samt de individuella porträtten briljant utförda. Konstnären låter sina figurer smälta in i Storkyrkans arkitektur, i ett hemlighetsfullt rum av färg och ljus. Även Pilo själv är, såsom nämnts ovan, avbildad på denna målning, trots att han inte var med på kröningen. Han ses på vänster sida titta bort från kröningen samt bjuda en annan man på snus.

## Arvfurstekronan, kröningskronan och hertigkronorna

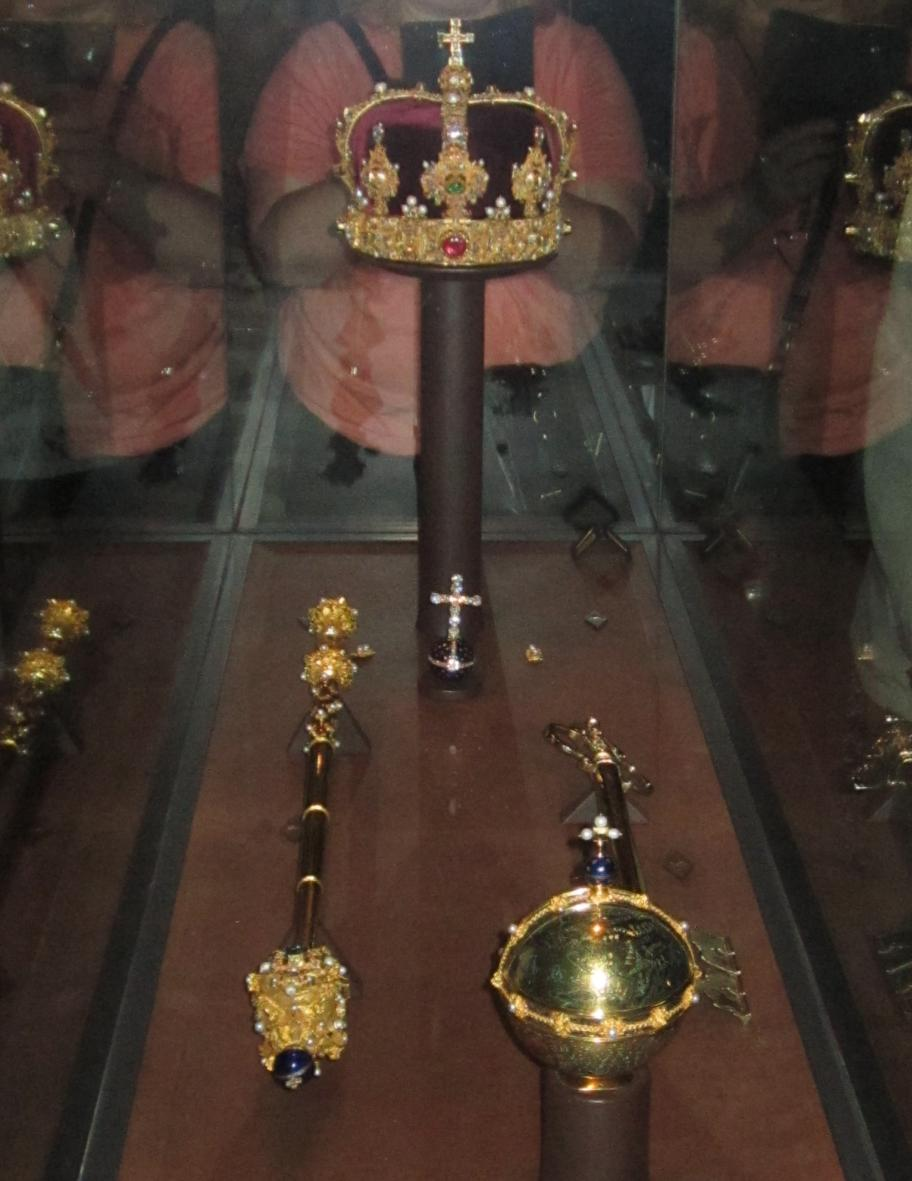
Sveriges riksregalier, det vill säga kungakronan, spiran och äpplet såsom de är utställda i Skattkammaren på Stockholms slott.

Kung Gustav III bar under processionen inför kröningsakten Karl X Gustavs arvfurstekrona. Karl (X) Gustavs arvfurstekrona kallas även tronföljarkronan eller kronprinskronan. Kronan har traditionellt burits av den svenske tronföljaren. Den sattes samman av Jürgen Dargeman inför drottning Kristinas kröning år 1650 för att bäras av arvfursten Karl (X) Gustav och förvaras numera i Skattkammaren på Stockholms slott. Kronan nedlades under ceremoniens gång på högaltaret. Eftersom det var den enda tillgängliga arvfurstekronan fick hovjuveleraren Johan Adam Marcklin (1737–1804) i Stockholm den 6 juni 1771 i uppdrag att till kröningen förfärdiga nya arvfurstekronor till Gustavs bröder prinsarna Karl och Fredrik Adolf. Även för kungens syster Sofia Albertina beställdes en krona. Som förebild hade man, helt säkert på kungens initiativ, valt Karl Gustavs "stålkrona", vars form nu anpassades efter nya stilideal. De tre kronorna gjordes av guld och "på det att Rikets kassa ej måtte betungas", nedsmältes för ändamålet en sedan 1743 i Kungliga klädkammaren förvarad toalettservis, som ursprungligen tillhört Ulrika Eleonora den äldre. Hertigkronornas utformning gav på en punkt upphov till en livlig tvist mellan Gustav III och hans bröder. Kröningskronan som Gustav III bar vid sin kröning var ursprungligen drottning Maria Eleonoras krona, utförd 1620 av Ruprecht Miller (född efter 1550 troligen i Tyskland, död senast 1630 i Stockholm) och delvis förändrad 1650 och 1751. Rupecht Miller var guldsmed, medaljkonstnär och medaljgravör i Sverige från 1706. I samband med Gustav III:s kröning byttes två av de lägre spirorna ut mot svartemaljerade vasar. Kronan finns i Skattkammaren på Stockholms slott. Hertig Karls krona var tillverkad 1771 för Karl, hertig av Södermanland inför Gustav III:s kröning året därpå.
Några av kronorna i Skattkammaren på Stockholms slott.

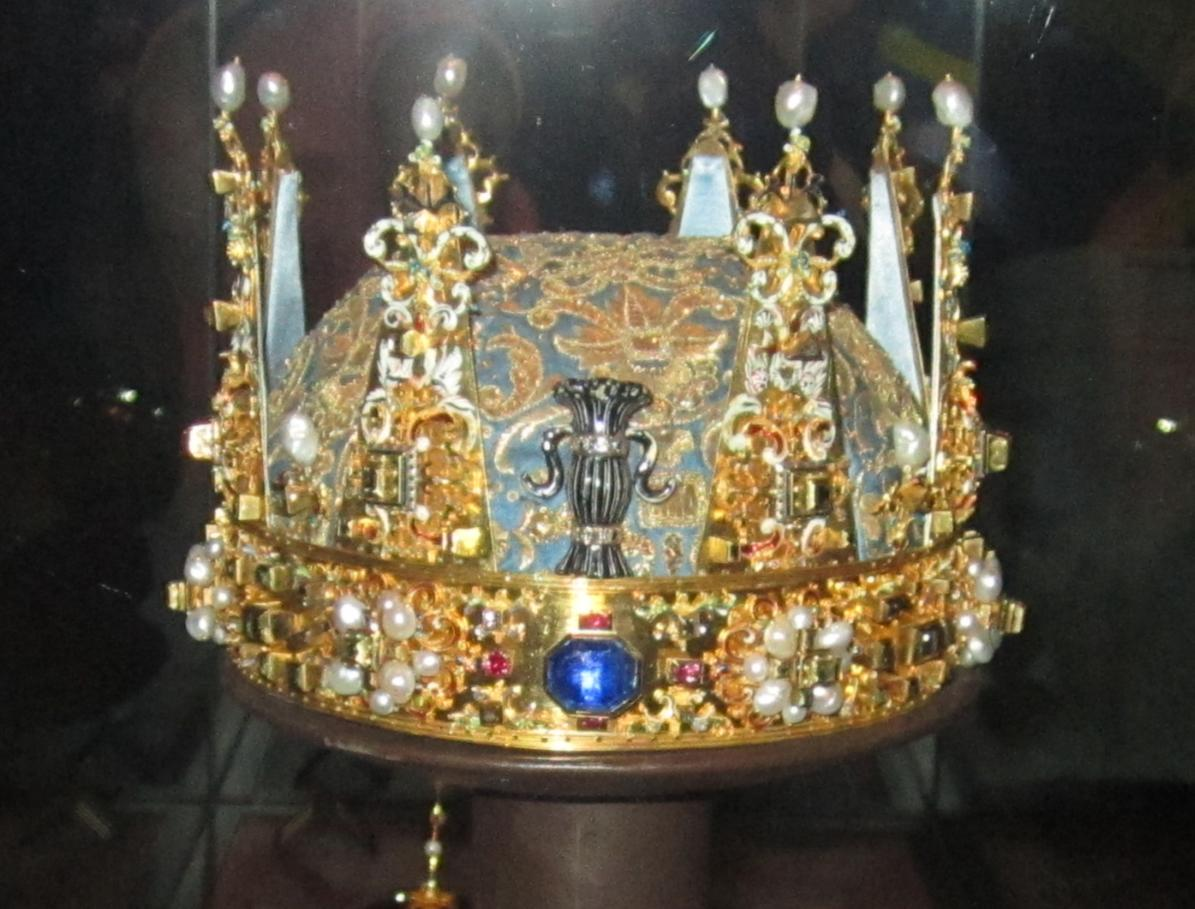
Karl (X) Gustavs arvfurstekrona.
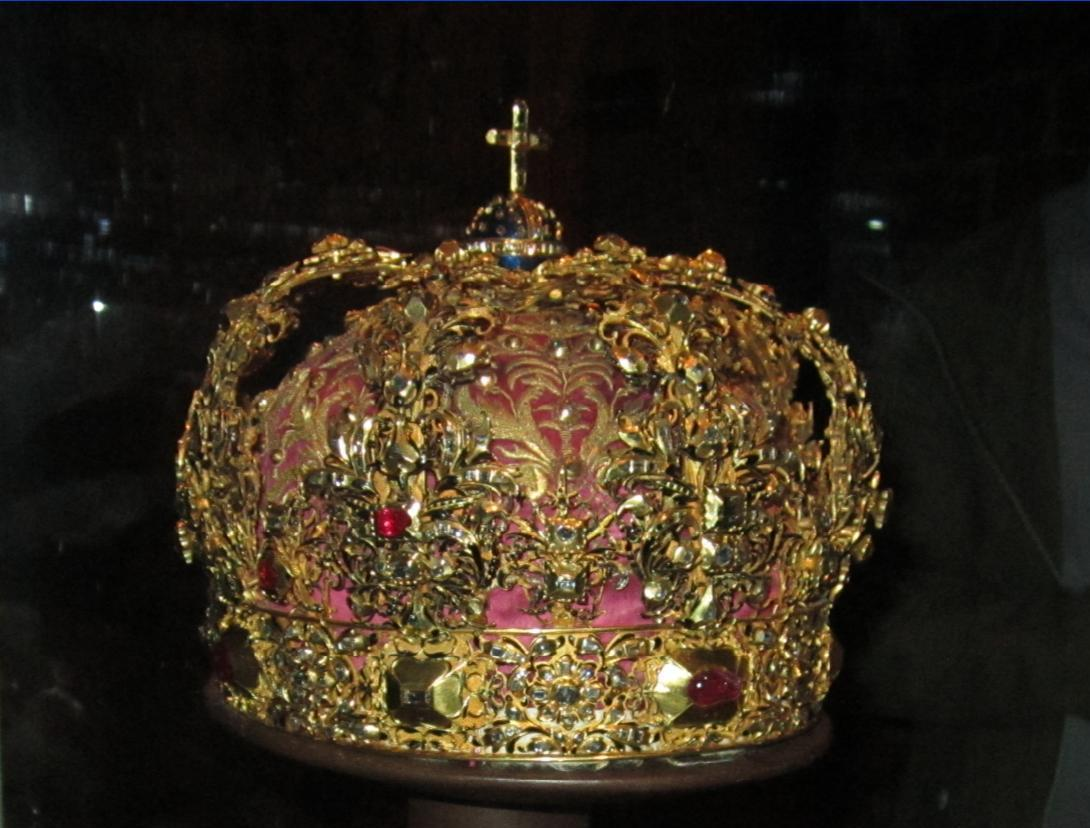
Gustav III:s kröningskrona.
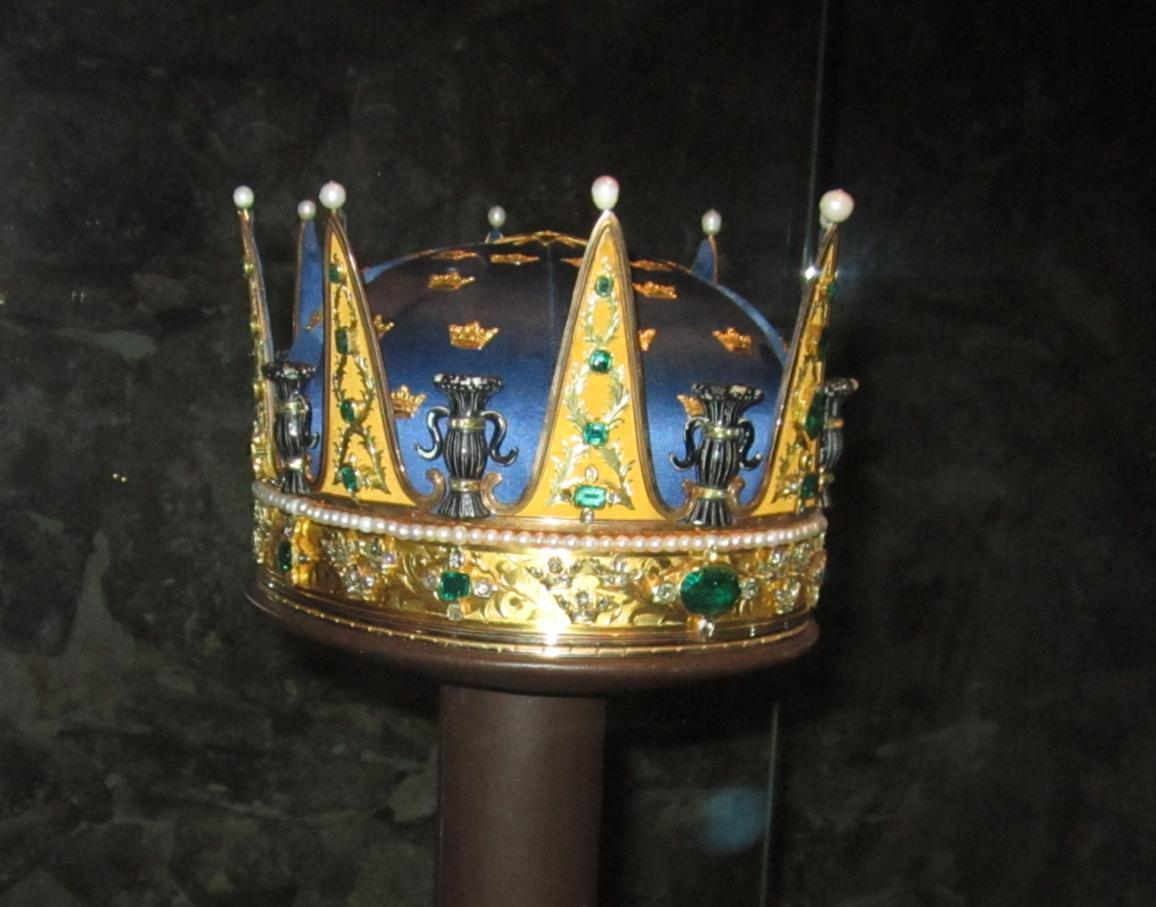
Hertig Karls krona.